# Le Canal Nouvelles
Pour les articles homonymes, voir LCN.
Le Canal Nouvelles (LCN) est une chaîne de télévision spécialisée québécoise d'information continue appartenant au Groupe TVA et sous la direction de la filiale TVA Nouvelles.
Cette chaine est en ondes 24 heures par jour.

## Historique
En septembre 1996, le CRTC approuve la demande de Télé-Métropole inc. pour Le Canal Nouvelles dont la programmation « consiste en un service de diffusion de manchettes, mises à jour aux 15 minutes, dans lesquelles on retrouvera, outre les actualités, la météo et des informations sportives et financières », un format similaire à CTV News 1 lancé un mois plus tard.
La chaîne a été lancée le 8 septembre 1997. Son tout premier bulletin d'information a été lu par Esther Bégin, qui est demeurée à LCN jusqu'en 2007.
En février 2006, la licence de LCN est renouvelée en supprimant la formule des blocs de manchettes de 15 minutes. Les bulletins de nouvelles sur le réseau TVA sont désormais diffusés en simultané sur les deux chaînes, le bulletin de 30 minutes le plus récent pouvant être rediffusé en boucle les fins de semaine.
LCN propose des manchettes, des entrevues, des débats.
Depuis 2006, des émissions d'actualité et d'affaires publiques sont ou ont été diffusées sur la chaîne, comme Denis Lévesque, Franchement Martineau, Le vrai négociateur, JE et Mongrain.
En 2008, LCN est la chaîne de nouvelles en continu la plus regardée, dépassant le Réseau de l'information (RDI) de la Société Radio-Canada, son principal concurrent.
Le signal de LCN en haute définition est lancé le 7 décembre 2009.
En janvier 2013, la chaîne est critiquée à la suite de la décision de passer une entrevue en ondes avec Richard Bain, meurtrier de Denis Blanchet qui a tenté d'assassiner Pauline Marois lors de son discours de victoire électorale. La population réagit vivement sur les réseaux sociaux, dénonçant la soif de cotes d'écoute et le sensationnalisme, au détriment de la qualité de l'information et de la dignité des victimes d'actes criminels.[citation nécessaire]

### Identité visuelle (logotype)

Logo du 8 septembre 1997 au début des années 2000.
Logo du début des années 2000 à 2003.
Logo de 2003 au 4 août 2014
Logo du 4 août 2014 à l'automne 2020.
Logo depuis l'automne 2020.

## L’équipe

### Chefs d'antenne
- Julie Marcoux  - TVA Nouvelles 17 h et 18 h. Toutes les régions ont maintenant un bulletin régional allongé qui débute à 17 h 58. Le bulletin de Québec débute à 17h27. Pierre Bruneau et Sophie Thibault ont pris leurs retraite.
- Paul Larocque - La Joute du lundi au jeudi (LCN) de 16 h à 17 h, Le Bilan (LCN) du lundi au mercredi de 19 h à 20 h. Il anime aussi les soirées électorales/événements spécial. Analyse au tva 17h à 17h27
- Emanuelle Latraverse animent le bilan le jeudi soir la joute le vendredi après-midi et le bilan le vendredi soir analyse au tva 17h à 17h27
- Jean-François Guérin et Véronique Lauzon - Québec Matin du lundi au vendredi 5h30 6h l'été à 10 h
- Marianne Lapierre - Le 14h de 14 h à 15h58 du lundi au vendredi rediffusion 14h30 et 16h30 l'été sauf exception
- Pierre Olivier Zappa - A vos affaires du lundi au vendredi et TVA Nouvelles 22 h, en semaine du lundi au jeudi
- Mario Dumont - Mario Dumont/ analyse au TVA nouvelles de 17 h a 17h27
- Hadi Hassin, TVA 18h, lcn maintenant 20h30 et TVA 22h les week-ends
- Mariève Bégin - TVA 12 midi et les lcn maintenant jusqu'à 18h. Le samedi et dimanche
- Philippe Vincent Foisier anniment le tva midi du lundi au vendredi
- Audrey Gagnon 20h30 la semaine à partir du 18 août et le tva 22h le vendredi

### Collaborateurs
- Brigitte Bédard - météo, Mario Dumont, TVA Nouvelles midi et le 14h
- Isabelle Perron - météo Québec matin week-end de 6 h à 10 h LCN Maintenant 10 h et 11 h le weekend et le TVA Nouvelles midi du week-end
- Simon Gamache-Fortin - Le Québec matin week-end et LCN Maintenant le matin 10h et 11h
- Marie Andrée Villeneuve météo, Le Québec matin, Salut, Bonjour ! En semaine.
- Simon Philippert - Salut Bonjour du lundi au vendredi
- Jean Michel Bouque animent les sports au Québec matin du lundi au vendredi à partir de 7h environ 6h20 durant les séries

## Émissions

### Le Québec matin
Le Québec matin est l'émission matinale de la chaîne des nouvelles. Cette émission est animée par Jean-François Guérin et Marianne Lapierre. Ils sont accompagnés de Marie André qui assure la météo. L'émission y traite de sujets régionaux, nationaux et internationaux. La diffusion se fait du lundi au vendredi à partir de 5 h 30 jusqu'à 10 h. Et l'été de 6 h à 10 h.

### Le Québec matin week-end
Le Québec matin week-end est une émission matinale livrant à la population de l'information régionale, nationale, internationale, culturelle et sportive. L'équipe est composée de Simon Gamache Fortin ou Pierre Antoine Gosselin Anaïs Guertin, Émilie Brassard ou Christine Manzo ou Isabelle Perron ou Annandrée offre les nouvelles culturelles et les plus récentes prévisions météo. La diffusion se fait à partir de 6 h jusqu'à 10 h.

### LCN soir et nuit
Entre 22 h et 6 h du matin seulement copie collé du bulletin du TVA Nouvelles 22 h avec Pierre Olivier Zappa en semaine, ou avec Hadi Hassin le week-end

### LCN Maintenant
Bulletin de nouvelles. L'animation est assurée Simon Gamache-Fortin [le week-end à 10h et 11h] par Marie Ève Bégin (le week-end de 14 h à 18 h), Hadi Hassin (le week-end de 20h30 à 21h ) et Pierre-Olivier Zappa  (de 20h30 à 21h la semaine). Le vendredi c'est Marie Ève Bégin 

### Le 14h
Le 14h est l'émission d'information de l'après-midi de LCN qui débute à 14 h, toute suite après la deuxième heure du TVA Midi. Les bulletins y sont diffusés en direct tout au long de l'après-midi. L'animation est assuré la semaine par Marianne Lapierre et assurée par Yves Poirier certains vendredi Paul Larocque Richard Latendresse et Raymond Fillion l'été. Des nouvelles régionales, nationales, internationales, culturelles et sportives y sont présentées. La diffusion se fait du lundi au vendredi à partir de 14 h jusqu'à 16 h. Jusqu'à 16h58 l'été

### La Joute et Le Bilan
deux rendez-vous politique quotidien d'une heure de 16 h à 17 h, ainsi que de 19 h à 20 h en semaine, animé par Paul Larocque en compagnie des chroniqueurs politiques Thomas Mulcair, Stéphane Bédard, Rodolphe Husny , Emmanuelle Latraverse, Mathieu Bock-Côté, Yasmine Abdelfadel, Marc-André Leclerc, et Richard Latendresse, pour parler politique notamment. Les sujets du moment qui touchent l'actualité provinciale, fédérale et internationale y sont décortiqués, analysés et commentés. Le Bilan est diffusé depuis l'automne 2021.

### Mario Dumont
L'émission Mario Dumont est présentée par Mario Dumont. Il cherche à avoir des opinions sur les enjeux du Québec et du Canada. Il analyse et commente à sa manière l'actualité politique et les enjeux qui touchent l'État. La diffusion se fait du lundi au vendredi à partir de 10 h sur LCN et à partir de 10h58 jusqu'à midi sur LCN et TVA.

### TVA Nouvelles
Le segment TVA Nouvelles est diffusé à la fois sur le réseau TVA. Ce segment sera repris et mis à jour sur la chaîne LCN plusieurs fois durant la journée. Il y a aussi les bulletins de nouvelles régionales qui sont diffusés la semaine (sur les chaines réseaux de TVA), le midi, entre 12 h 13 et 12 h 30 et le soir entre 17 h 58 et 18 h 30 (d'une durée de 15 ou 30 minutes selon la région). Le bulletin régional de Québec commence à 17h27. Voici l’horaire des bulletins TVA Nouvelles éditions réseaux et de LCN ainsi que leurs animateurs respectifs :
La semaine animé par :
- Philippe Vincent Foisier de midi à 13 h sur TVA et LCN, jusqu'à 14 h
- Julie Marcoux à 16h58 et 17 h 58 sur LCN et TVA
- Pierre-Olivier Zappa à 22 h

Sophie Thibault était en poste depuis 2002 au 22 h et Pierre Bruneau depuis 1976 au 18 h. Auparavant, Jacques Moisan, Stéphan Bureau et Simon Durivage se sont succédé au 22 h.
La fin de semaine animé par :
- Marie Ève Bégin, Audrey Gagnon, Simon Gamache-Fortin ou Raymond Fillion à midi (Le TVA Midi)
- Hadi Hassin (en direct à 18h et 22 h sur LCN et en rediffusion sur TVA selon la programmation de films).

Plusieurs lecteurs furent en poste à la lecture des nouvelles le week-end au fil des années à 18 h et en fin de soirée : Jocelyne Cazin, Stéphan Bureau, Sophie Thibault, Karina Marceau, Ève-Marie Lortie, Karine Champagne, Esther Bégin, Julie Couture, Caroline Lacroix, Réjean Léveillé, Cindy Royer, Mélanie Bergeron, Karima Brikh, Andrée Martin, Nadine Alcindor, Sophie Vallerand…
TVA : entre 22 h et minuit (en rediffusion si diffusée après 23 h).

## Annexe